# Олефины

Олефины: обшая формула. Относящийся к олефинам углеводород должен обязательно иметь хотя бы одну двойную связь. Необязательные фрагменты структуры обозначены пунктиром.

Олефи́ны — семейство органических соединений, включающее непредельные углеводороды, которые содержат в своей структуре одну или несколько двойных связей. Могут иметь ациклическое строение или содержать карбоциклы в своей структуре. Объединяют в себе многие классы непредельных углеводородов, например, алкены, циклоалкены, диены и полиены, метиленциклоалканы.

## Классификация
Олефины можно классифицировать по количеству двойных связей в структуре их молекул, а также наличию в ней карбоциклических фрагментов. Далее в таблице приведены основные классы непредельных углеводородов, относящихся к олефинам:
| Тип олефина             | Описание |
| ----------------------- | --- |
| Алкены                  | Содержат одну двойную связь, не содержат карбоциклов, имеют общую формулу СnH2n                                        |
| Циклоалкены             | Содержат один карбоцикл, включающий одну двойную связь                                                                 |
| Диены, триены и полиены | Содержат, соответственно, две, три или более двойные связи, могут содержать карбоциклы или иметь ациклическое строение |
| Аллены                  | Диены, содержащие две двойные связи у одного атома углерода                                                            |
| Циклоалкадиены          | Диены, содержащие карбоцикл с двумя двойными связями                                                                   |
| Метиленциклоалканы      | Содержат карбоцикл, соединенный двойной связью с метилиденовой группой (=СН2)                                          |
| Радиалены               | Циклические полиены, в которых каждый атом карбоцикла соединен двойной связью с метиленовой группой (=СН2)             |

## Происхождение названия
Термин олефины впервые введен в 1794 году голландскими химиками Дж. Р. Диеманом, А. ван Троствиджком, Н. Бондтом и А. Лауверенбургом при открытии этилена в результате реакции дегидратации этанола под действием серной кислоты. Этилен был определен ими как углеводородный маслообразующий газ (hydrogѐne carbonѐ huileux), подчеркивая его характерное свойство образовывать в реакции с хлором маслянистый продукт – 1,2-дихлорэтан. Далее это название – маслообразующий газ (olefiant gas) закрепилось и за другими непредельными газообразными углеводородами (главным образом, выделенных из нефтепродуктов), способными, аналогично этилену, взаимодействовать с  хлором или бромом с образованием продуктов присоединения в виде маслянистых жидкостей.